# St. Louis Southwestern Railway
Pour les articles homonymes, voir Cotton Belt (homonymie).
Le St. Louis Southwestern Railway (sigle de l'AAR:SSW), surnommé "The Cotton Belt Route" ou "Cotton Belt", fut créé en 1891 à partir de petites lignes fondées en 1877 à Tyler. Il reliait le nord-est du Texas à l'Arkansas et au Missouri. Grâce à des droits de passages acquis en 1905 sur le Missouri Pacific Railroad, il put atteindre St. Louis. En 1932, le Southern Pacific Railroad prit le contrôle du Cotton Belt. Ce dernier ne fusionna sa filiale le St. Louis Southwestern Railway of Texas qu'en 1954. Le Cotton Belt conserva son indépendance jusqu'en 1992. Puis l'Union Pacific Railroad racheta le Southern Pacific en 1996.

## Histoire
Le St. Louis Southwestern Railway fut créé le 15 janvier 1891. Mais ses origines remontaient à diverses petites lignes fondées à Tyler, en 1877, qui reliaient le nord-est du Texas à l'Arkansas et au sud-est du Missouri.

### Tyler Tap Railroad
Les habitants de Tyler avaient l'espoir d'être situé sur la ligne principale de l'International Railroad, mais le tracé retenu entre Longview et Hearne passait par Troup. Le Major James P. Douglas, jeune officier de retour au pays après la Guerre de Sécession (1861-1865), prit des intérêts dans l'industrie des fruits ; conscient d'améliorer les transports dans l'est du Texas, il rechercha le moyen le plus rapide pour exporter ses produits. En 1870, soutenu par ses concitoyens, il fit une requête auprès de la Twelfth Legislature of Texas afin d'obtenir le droit de tracer, construire, détenir, exploiter et entretenir une ligne ferroviaire à simple ou double voies, dans un rayon de 64 km autour de Tyler afin de se connecter soit au Texas and Pacific Railway au nord soit à l'International Railroad au sud. La législature donna son accord le 1er décembre 1871. Malgré la crise financière, la construction de la ligne à voie étroite (914 mm) du Tyler Tap Railroad commença à l'été 1875, et son exploitation par une petite locomotive débuta en 1877; elle fut l'une des plus anciennes lignes du réseau du St. Louis Southwestern of Texas. Ce dernier fusionna le Tyler Southeastern Railway (ex Kansas & Gulf Short Line Railroad) le 6 octobre 1899.

### Texas and St. Louis Rw
Comme la plupart des premiers chemins de fer, le Tyler Tap Railroad fut victime de difficultés financières, et en 1879, Douglas partit à Saint-Louis, Missouri pour rencontrer un groupe d'investisseurs. Ce groupe était dirigé par James W. Paramore qui détenait et exploitait la St. Louis Cotton Compress Company. Ces hommes qui cherchaient un moyen d'acheminer leurs coton vers le Texas finirent par créer le Texas and St. Louis Railway (T&StL) le 17 mai 1879. Ce nouveau chemin de fer relierait Saint-Louis, Missouri à Texarkana où il se connecterait avec le futur terminus du Tyler Tap Railroad. En 1880, le Texas and St. Louis acheta 5 nouvelles locomotives de 24 tonnes chacune, 5 nouvelles voitures de voyageurs, et 100 nouveaux wagons de fret. En 1881, ils espéraient que la route vers Waco, Texas serait achevée.
Après avoir reçu l'autorisation de traverser le Missouri et l'Arkansas, Paramore fit appel à un jeune officier de cavalerie dénommé Samuel W. Fordyce de Hot Springs, Arizona, qu'il avait connu lors de la Guerre de Sécession, et à qui il confia le soin de déterminer le tracé de la future ligne dans l'Arizona.
À l'été 1881, la construction de la ligne à voie étroite (914 mm) fut lancée en différents endroits afin de minimiser les retards occasionnés par le mauvais temps. Les rails importés d'Angleterre étaient débarqués à La Nouvelle-Orléans, Louisiane puis remontaient le fleuve Mississippi jusqu'à Bird's Point, Missouri, au-dessous de Cairo, Illinois. Le chêne blanc d'Amérique était utilisé pour les fixations car il était facile à trouver. La caractéristique de cette ligne reliant Bird's Point, Jonesboro, Arkansas, Clarenton, Pine Bluff, Camden, Arkansas et Texarkana, était le nombre et la longueur des ponts requis:
- Rob Roy Bridge: pont sur la rivière Arkansas au nord-est de Pine Bluff.
- Red River Bridge: 800 m de long
- White River Bridge et pont à chevalets: 6,4 km de long
- Ouachita River Bridge: 68,6 m
- Saline River Bridge: 45,7 m

Le plus grand problème apparut entre Pine Bluff et Clarendon où la construction fut retardée à cause de la malaria qui toucha les ouvriers. Cette partie de la ligne passait par des marécages infestés de moustiques. Le 12 août 1883, la liaison entre Bird's Point, Missouri et Gatesville, Texas fut achevées, et une célébration eut lieu à Rob Roy sur l'Arkansas River Bridge au nord-est de Pine Bluff, où 2 trains se rencontrèrent, tandis que Mr. Paramore posait un crampon en argent.

### St. Louis, Arkansas and Texas Railway
La réorganisation du Texas and St. Louis Railway en St. Louis, Arkansas and Texas Railway nécessita la création de 2 compagnies pour respecter la législation du Texas. La partie du réseau du Texas & St. Louis située au Texas fut transférée au St. Louis Arkansas and Texas Railway Company in Texas le 11 février 1886; puis le reste du réseau situé dans l'Arkansas et le Missouri fut transféré au St. Louis, Arkansas and Texas Railway Company in Arkansas and Missouri le 29 avril 1886. Mais dans les faits il n'y avait qu'une seule direction. Fordyce demeura l'administrateur de l'ancienne compagnie jusqu'au 1er mai 1886, puis fut nommé président de la nouvelle. Paramore se retira de l'organisation mais détenait toujours la majorité des actions; lorsqu'il mourut en 1887, la compagnie n'avait toujours pas de connexions avec d'autres chemins de fer. Les dirigeants réalisèrent qu'il devenait urgent de convertir la ligne à l'écartement normal. Les travaux débutèrent le 18 octobre 1886.
Le St. Louis, Arkansas & Texas fut placé en redressement judiciaire en 1891.

### Arkansas and Southern Railway et les embranchements de Little Rock et de Shreveport
Le premier de ces chemins de fer était le Little Rock and Eastern Railway, qui fut créé le 17 février 1887 dans l'Arkansas pour le compte de l'Arkansas and Southern Railway, dans le but de relier Altheimer à Argenta (devenu North Little Rock), Arkansas, distants d'environ 66 km. Le 15 août 1887, avant que ne débutèrent les travaux, les droits et concessions furent transmis à l'Arkansas and Southern.
Le second était le Shreveport and Arkansas Railway, qui fut créé le 18 mai 1887 dans le but de construire une ligne entre le Shreveport and Arkansas Railway et la frontière de l'Arkansas, en direction de Lewisville, Arkansas. Le 13 août 1887, avant que ne débutèrent les travaux, les droits et concessions furent transmis à l'Arkansas and Southern Railway.

### Les petites lignes rachetées par le Cotton Belt

#### Little River Valley & Arkansas Railroad
Le Little River Valley and Arkansas Railroad (43 km), qui exploitait une ligne à voie étroite entre New Madrid et Maiden, Missouri, débuta sous le nom de New Madrid and West Prairie Road Company le 22 février 1855, ce qui en fait la plus vieille compagnie intégrée au Cotton Belt. Le Little River Valley and Arkansas détenait 2 locomotives, 2 voitures de voyageurs et 30 wagons de marchandises. Il fut racheté en 1881.

#### Kansas and Gulf Short Line Railroad futur Tyler Southeastern Railway
Une fois que James P. Douglas eut la certitude que l'existence du Tyler Tap Railroad était assurée par l'arrivée de nouveaux investisseurs, il décida de créer le Kansas and Gulf Short Line Railroad (alias Lufkin Branch) le 18 février 1880, dans le but d'améliorer les transports dans l'est du Texas. Cette ligne à voie étroite (914 mm) devait relier Tyler à Sabine Pass, Texas, sur le golfe du Mexique; mais le golfe ne fut jamais atteint... La ligne relia simplement Tyler à Lufkin sur une distance de 145 km, et présentait une connexion à Jacksonville, Texas avec l'International and Great Northern, et une autre à Lufkin avec la ligne à voie étroite du Houston East and West Texas.
Les actionnaires nommèrent James P. Douglas président, W. S. Herndon, vice-président, T. R. Bonner, trésorier et E. H. Wells, ingénieur en chef. Ce dernier étudia le tracés de la ligne du Tyler Tap entre Tyler et Mt. Pleasant. E. H. Well commença par arpenter le terrain entre Tyler (Comté de Smith), Rusk (Comté de Cherokee) et Homer (Comté d'Angelina). Le Kansas and Gulf Short Line (K&GSL) fit l'acquisition le 22 janvier 1881 de la Rusk Transportation Company; cette dernière, créée le 2 mai 1874, exploitait une ligne de tramway hippomobile à voie étroite équipées de rails en bois dur, entre Jacksonville et Rusk. C'est pour cette raison que le K&GSL décida de construire sa première section de ligne directement entre ces deux villes et non à partir de Tyler. Une locomotive de 12 tonnes, construite par Bailey & Co à Philadelphie, et 24 wagons de fret furent livrés à Jacksonville. La section Tyler / Jacksonville fut achevée en 1882, et l'année suivante la ligne s'étendait jusqu'à 8 km au sud d'Alto, représentant une longueur totale de 98,15 km.
W. S. Herndon fut élu président du K&GSL le 8 mai 1883. Lufkin fut atteint le 1er juillet 1885, ce qui dynamisa la rentabilité de la ligne. Fordyce, attiré par cette profitabilité, œuvra pour transférer le titre de propriété du K&GSL au St. Louis, Arkansas and Texas Railway Company in Texas, le 29 avril 1887, mais ce transfert par acte notarié fut annulé par un tribunal; le titre de propriété fut finalement attribué au Tyler Southeastern Railway le 13 janvier 1891. La ligne Tyler / Lufkin fut mise à l'écartement standard en 1895.
Le 10 mai 1899, le Conseil Législatif du Texas vota une loi spéciale autorisant le St. Louis Southwestern Railway Company of Texas, successeur du St. Louis, Arkansas and Texas Railway Company in Texas, de racheter, détenir et exploiter la propriété et les franchises du Tyler Southeastern Railway. Les actionnaires et les dirigeants votèrent l'acceptation de cette loi le 6 octobre 1899.

#### Stuttgart and Arkansas River Railroad (racheté en 1901)
Le Stuttgart and Arkansas River Railroad (S&AR) fut créée le 21 novembre 1888 afin de relier Stuttgart (sur la ligne principale du Cotton Belt) à Gillett (au nord de Pine Bluff), distants de 57 km. La première section Stuttgart / De Witt fut achevée en 1888-1889, et la dernière De Witt / Gillett fut terminée en 1992. Quelques mois après son ouverture commerciale, les dettes du S&AR dépassaient ses revenus ; le tribunal des banqueroutes nomma comme administrateur S.W. Fordyce du Cotton Belt, le 27 janvier 1893. En tant que ligne autonome, le S&AR ne fit jamais de bénéfices ; ainsi, le 3 janvier 1901, il finit par être vendu au Cotton Belt afin de satisfaire les réclamations des créditeurs.

#### Texas and Louisiana Railroad (racheté en 1903) et Eastern Texas Railroad (racheté en 1906)
Ces 2 chemins de fer formaient les embranchements Lufkin et Dallas du Cotton Belt. Lufkin, située dans la région forestière de l'est du Texas, était le terminus sud-est du réseau du Cotton Belt. Au cours de la première décennie du XXe siècle, le territoire situé entre les rivières Trinity et Sabine connaissait un développement intensif, où la plus grosse des scieries de pin était implantée à Kennard dans la Davy Crockett National Forest, à 48 km à l'ouest de Lufkin.
- Le Texas and Louisiana Railroad (T&L), créé le 24 juillet 1900 dans l'intérêt de la Lufkin Land and Lumber Company pour construire une ligne entre Lufkin et Newton dans le sud-est. La compagnie posa 35 km de voie entre Lufkin et Monterey pour accéder à la forêt détenue par la Lufkin Land and Lumber Company. La construction eut lieu en 2 étapes; la première entre Lufkin et Donovan (23 km) en 1900, et la seconde entre Donovan et Monterey (12 km) en 1902. La voie non ballastée fut posée avec des rails de 15,9 kg (35 lives). À la fin de l'année fiscale, le 30 juin 1903, le Texas and Louisiana avait dégagé un bénéfice de 6 000 $ avec le transport de passagers et de 66 000 $ avec celui des marchandises; il possédait une locomotive et 2 wagons. La ligne fut acquise et fusionnée le 7 juillet 1903 par le St. Louis Southwestern Railway Company of Texas. Le Cotton Belt acheva la construction de la ligne entre Monterey et Warsaw ( 6,5 km) encore en construction au moment du rachat. En 1907, 26 km entre Warsaw et White City furent rachetés à la Lufkin Land and Lumber Company. Avec la raréfaction du bois le long de la ligne, le Cotton Belt abandonna 48 km entre White City et Prestridge en 1933, puis le reste de la ligne de l'ex Texas and Louisiana en 1939. Le dépôt d'Huntington fut ensuite utilisé comme résidence[2].
- L'Eastern Texas Railroad :

#### Central Arkansas and Eastern Railroad (loué en 1910)
Le Central Arkansas and Eastern Railroad (CA&E) fut créé le 18 mai 1901 dans le but de construire une voie ferrée entre England (situé sur un embranchement du Cotton Belt desservant North Little Rock) et Ryan à l'est. Rapidement, les promoteurs envisagèrent de prolonger la ligne vers Stuttgart, et de relier Rice Junction à Hazen au nord ; mais le CA&E ne fut capable que de poser les 14,5 km de voie séparant England de Ryan. Ce chemin de fer était principalement utiliser pour transporter le riz, le bois et le foin, grâce à son unique locomotive, une Baldwin 4-4-0 de 1880, probablement rachetée en troisième main au réseau voisin du Stuttgart & Arkansas River, et qui fut vendue en mars 1911. Son premier et unique président fut R. M. Foster.
Quand le Cotton Belt prit le contrôle le 1er juillet 1910, il acheva la construction des 2 embranchements, et ouvrit la totalité de la ligne (identifiée sous les noms de Hazen Sub-Division, et de la section England-Stuttgart incluse dans la Little Rock Sub-Division) le 22 octobre 1911; l'exploitation de ces 2 embranchements cessa en juin 1937.

#### Stephenville North and South Texas Railroad (loué en 1913)
Le Stephenville North and South Texas Railroad fut créé le 4 février 1907 afin de relier Stephenville, Hamilton et deux embranchements (Hamilton / Comanche, et Hamilton / Gatesville). La ligne Stephenville / Hamilton fut achevée en 1907, et les embranchements Hamilton / Comanche et Hamilton / Gatesville en 1911. Le fret représentait les ¾ du trafic.
À partir du 1er juillet 1913, le St. Louis Southwestern Railroad company of Texas loua pour une durée de 10 ans le Stephenville North and South Texas Railroad afin de prolonger un peu plus à l'ouest son réseau qui se terminait à Gatesville. Il fut le dernier chemin de fer situé au Texas à être loué par le Cotton Belt. La location fut prolongée plusieurs fois. En octobre 1934, la ligne entre Stephenville et Hamilton, et entre Edson et Comanche fut abandonnée sur autorisation de l'Interstate Commerce Commission. Le réseau fut amputé de 52 km sur les 171 km d'origine. L'embranchement Gatesville / Hamilton fut abandonné en janvier 1941.

#### Paragould Southeastern Railroad (loué en 1914)
Le Paragould and Buffalo Island Railway fut créé le 11 octobre 1887 afin de relier Paragould, Arkansas, à la région agricole et forestière du bassin de St. Francis, plus à l'est. Selon la légende les 13 km de ligne furent construits avec des rails en bois posés sur de simples rondins. L'exploitation était assurée par la Tennessee Factory Company. Il n'y avait qu'une seule locomotive d'occasion baptisée Cassie, du nom de la fille de J.B. Boykin, mandataire et arpenteur de la compagnie.
Le vrai but de cette ligne était d'apporter des matériaux à Paragould afin d'assurer le fonctionnement de la Ware-Rossen Stave Mill. Henry Wrape, nommé administrateur judiciaire, vendit l'affaire à J. F. Hasty and Sons en 1888. La ligne resta inutilisée quelque temps jusqu'au moment où Henry Wrape Company et les frères Bertig firent rentrer le Cotton Belt pour leur fournir des rails de 15,9 kg (35 lives) et une locomotive à voie étroite.
Un accord fut conclu le 14 juin 1893 entre JF Hasty and Sons, opérateurs du Paragould Southeastern Railway, et les Frères Bertig, dans lequel le St. Louis Southwestern Railroad transférait ses 25 000 $ d'obligations hypothécaires de premier rang du Paragould and Buffalo Island Railway au nouveau Paragould Southeastern Railway. Les dispositions du contrat exigeaient que la ligne soit étendue au-delà de la rivière Saint Francis jusqu'aux terres appartenant aux Frères Bertig. Le 13 novembre 1893, le chemin de fer fut rebaptisé Paragould Southeastern Railroad, et des extensions de lignes furent réalisées vers Cardwell et Hornersville, Missouri, et vers Blytheville, Arkansas, au cours des années 1895, 1897, 1903, et 1907. La voie fut mise à l'écartement standard en 1893.
Bien que le Cotton Belt détenait une participation majoritaire dans le Paragould Southeastern Railway depuis 1893, ce dernier opérait en toute indépendance jusqu'à ce qu'il fut officiellement absorbé le 1er janvier 1914.

#### Pine Bluff Arkansas River Railroad (loué en 1918)
Le nom de ce chemin de fer à voie étroite changea de nombreuses fois au cours de son existence. Il fut créé le 11 juin 1884 sous le nom de Pine Bluff and Swan Lake Railway, et posa 31 km de voie cette même année à partir de Rob Roy en longeant la rivière Arkansas en direction du sud-est. Il obtint un droit de passage sur le Texas and St. Louis Railway jusqu'à Pine Bluff. En novembre 1884 il fut réorganisé en Little Rock, Pine Bluff and White River Railroad, tandis qu'un mois plus tard il était racheté par le Pine Bluff, Monroe and New Orleans Railroad. Ce chemin de fer fit l'acquisition de deux locomotives dont l'une était la numéro 20 de l'ancien Texas and St. Louis Railway. Il fut à nouveau réorganisé en Pine Bluff and Eastern Railroad le 18 juillet 1892. En janvier 1898, il fut racheté par le Pine Bluff Arkansas River Railroad qui convertit immédiatement les 31 km de ligne à l'écartement normal. Il fut racheté le 1er janvier 1918 par le Cotton Belt. La totalité de la ligne fut abandonnée en décembre 1934.

#### Projet du Bassin de la rivière Saint Francis (1929-1930)
Le projet du Bassin de la rivière Saint Francis débuta en 1928. L'objectif était d'accéder au riche et productif territoire situé dans le sud-est du Missouri et le nord-est de l'Arkansas, en rachetant plusieurs petits chemins de fer déjà en exploitation dans cette région. Les 6 compagnies concernées étaient les suivantes :
- Gideon and North Island Railroad

Le Gideon and North Island Railroad possédait le réseau ferroviaire le plus au nord dans le Bassin de Saint Francis ; ce chemin de fer forestier fut créé le 30 avril 1908. Ses rails de 25,4 kg (56 lives), reliaient Maiden, Missouri (situé sur la ligne principale du Cotton Belt), à la ville de Gideon dans le sud-est sur une distance de 8,6 km. Durant les 20 premières années de son existence, il était détenu par la Gideon-Anderson Lumber Company, qui exploitait une scierie à son terminus sud. Pour 80 000 dollars, le Cotton Belt obtint la ligne principale du Gideon & North Island, ainsi qu'un droit de passage vers Deering. La compagnie forestière conserva plus de 16 km de voies forestières disposées en éventail autour de Gideon, ainsi que son parc de locomotives qui ne présentait pas un gros attrait pour le Cotton Belt. Durant les 2 années qui suivirent, le Cotton Belt dépensa plus de 131 000 dollars pour reconstruire le Gideon and North Island.
- Deering Southwestern Railroad

À une trentaine de kilomètres au sud de Gideon se trouvaient les rails du Deering Southwestern Railway (DSW), le prochain sur la liste du projet. Les voies du DSW partaient de Caruthersville, Missouri (sur le Mississippi), et se dirigeaient vers Deering à l'ouest, où elles tournaient vers le sud-ouest en direction d'Hornersville et se connectaient avec le Cotton Belt. Une connexion avec le Frisco fut réalisée à Blazer. L'International Harvester, contrôlée par la Wisconsin Lumber Company, avait créée le DSW le 24 juin 1903, avec une première ligne, posée dans l'année, entre la scierie de Deering et Hickory. Le reste de la ligne fut achevé en 1910 et 1911. L'exploitation du bois déclina après 1925, et dès que la forêt fut décimée, du coton fut planté pour alimenter le marché de Memphis.
- Blytheville, Leachville and Arkansas Southern Railroad

La plus longue et la plus complexe des acquisitions du Bassin de St. Francis fut celle du Blytheville, Leachville and Arkansas Southern Railroad, lequel disposait des 30,6 km de lignes entre Leachville, en Arkansas et la petite ville de Riverdale plus au sud. Le BL&AS appartenait à la Chicago Mill & Lumber Company, et fut créé le 18 mai 1908. Il était le plus gros transporteur du bassin, et à partir de 1914, il avait négocié plus de 129 km de droits de passage sur les 2 routes concurrentes vers la ville industrielle de Blytheville, via le Frisco depuis Leachville, et de là vers Arbyrd au nord, où elle se connectait avec la ligne du Cotton Belt (Paragould Southeastern).
- Manila and Southwestern Railroad

Une nouvelle construction de 14,5 km à l'ouest de Caraway Junction amena la ligne jusqu'à Lundsford, où un droit de passage sur le Manila & Southwestern Railroad fut accordé. Ce chemin de fer fut créé le 28 mars 1904 pour construire une ligne entre Herman (au nord-ouest de Trumann sur la ligne du Frisco) et Lunsford dans le nord-est. En 1929, le trafic s'évapora, et pour 20 000 dollars, le Cotton Belt fit l'acquisition de quelques parcelles de terrain tandis que le Manila & Southwestern cessait ses activités.
- Cairo, Truman and Southern Railroad

La Tschudy Lumber Company, créa le Cairo, Truman and Southern Railroad le 7 février 1912 pour construire un chemin de fer forestier de 29 km entre Trumann et Weona dans le sud-ouest. La ligne fut exploitée par 5 locomotives Heisler et une ancienne 4-6-0 du Pittsburgh and Lake Erie Railroad 4-6-0, toutes achetées entre 1912 et 1924. Le Cotton Belt racheta le trafic ferroviaire du CT&S, qui fut déplacé sur une route différente plus à l'ouest, et remboursa 200 000 dollars aux propriétaires pour qu'ils abandonnassent une grande partie de la ligne du CT&S.
- Arkansas Short Line Railroad

Les derniers 51 km de lignes entre Trumann et McDonald, furent initialement construits par l'Arkansas Short Line Railroad, créé le 17 mai 1922 par la Poinsett Lumber and Manufacturing Company, filiale de la Singer Manufacturing Company, laquelle possédait une usine à Trumann. Le Cotton Belt acquit cette ligne pour 600 000 dollars, à l'exclusion de toutes locomotives. La Poinsett Lumber possédait un vaste parc de matériels roulant, et conserva des lignes forestières opérationnelles dans le pays.
La connexion dans Memphis nécessita la construction de 48 km de voie supplémentaires. Mais pour accéder à Memphis (Tennessee), les trains de marchandises du Cotton Belt durent emprunter les voies du Missouri Pacific Railroad (ou MoPac) entre McDonald et Briark, Arkansas jusqu'au 9 novembre 1935. La ligne entre Trumann et McDonald, Arkansas, fut abandonnée en janvier 1946.

### St. Louis Southwestern Railway (Cotton Belt)

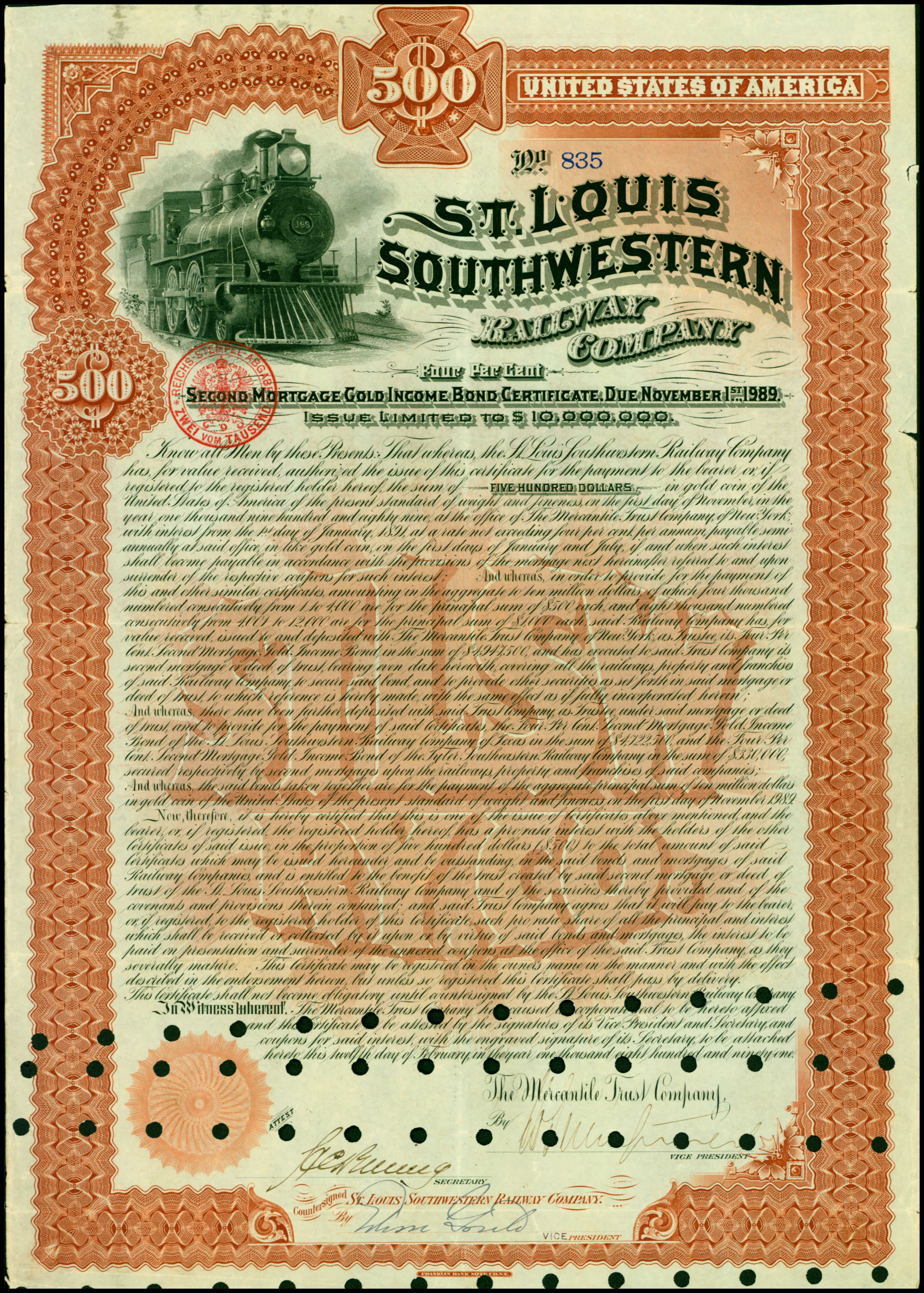
Obligation du St. Louis Southwestern Railway Company, en date du 12. Februar 1891

Après que le St. Louis, Arkansas and Texas (Cotton Belt) eût été placé en redressement judiciaire pour la seconde fois, il fut réorganisé en St. Louis Southwestern Railway (SSW alias Cotton Belt), lequel fut enregistré d'abord au Texas le 12 janvier 1891, puis dans le Missouri le 16 janvier 1891.
Pour mener à bien cette opération, Louis Fitzgerald, agissant pour le comité de réorganisation, racheta d'abord le St. Louis, Arkansas and Texas Railway situé dans l'Arkansas et le Missouri lors de sa vente à forclusion le 20 octobre 1890, avant de le transférer au St. Louis Southwestern Railway Company (SSW) le 9 février 1891. Il racheta ensuite le St. Louis, Arkansas and Texas Railway in Texas lors de sa vente à forclusion le 8 janvier 1891, pour le transférer au St. Louis Southwestern Railway Company of Texas (SSWTX) le 13 janvier. L'embranchement à voie étroite de Lufkin, initialement baptisé Kansas and Gulf Short Line et qui opérait de façon indépendante depuis son rachat par le St. Louis, Arkansas and Texas Railway en 1887, fut vendu à Fitzgerald le 9 janvier 1891, avant d'être transféré 4 jours plus tard au tout nouveau Tyler Southeastern Railway. Ces 3 compagnies furent exploitées par les administrateurs judiciaires jusqu'au 1er juin 1891, date à laquelle les nouveaux SSW et SSWTX prirent le contrôle des opérations. Le St. Louis Southwestern (SSW) détenait les actions des 2 autres compagnies, dirigeait et finançait l'ensemble comme un seul et unique réseau, bien que les compagnies texanes furent exploitées séparément.
Le Cotton Belt gagna en 1905 un droit de passage sur le Missouri Pacific Railroad, lui permettant d'atteindre la région de St. Louis. Le SSW exploitait un triage et un centre d'entretien de ses locomotives à East Saint Louis (Illinois), juste à l'est de Valley Junction, au sud du Gateway Yard de l'Alton & Southern Railroad, et au nord de l'East St. Louis Yard du Kansas City Southern Railway. Il avait également une gare de marchandise dans le centre-ville de St. Louis. L'Union Pacific Railroad exploite désormais ce triage, toujours appelé "Cotton Belt Yard", mais les installations pour les locomotives ont été démolies.
Le Cotton Belt et ses filiales exploitèrent un total de 2 586 km de voies en 1945, 2 502 en 1965, et 3 403 en 1981 grâce au rachat de la Golden State Route au Rock Island.

### Southern Pacific
Depuis 1919, le Cotton Belt représentait une très importante connexion pour le réseau du Southern Pacific Railroad (SP) permettant de relier l'est des États-Unis, le Texas et la côte Pacifique. La consolidation et le renforcement des autres réseaux du sud-ouest au cours des années 1920-1930, indiquèrent au Southern Pacific que sa survie nécessitait une route vers ces territoires concurrents. En juillet 1930, le Southern Pacific déposa une demande auprès de l'Interstate Commerce Commission (ICC) visant à prendre le contrôle du Cotton Belt ; le SP avait déjà acquis une partie du Cotton Belt, mais le reste était encore au stade de l'achat conditionnel.
Le rapport de l'ICC favorable à l'opération, suggérait de lancer une offre pour l'acquisition d'une minorité d'actions. Le SP proposa donc d'échanger ses actions avec celles du St. Louis Southwestern dans le rapport de une action du SP pour 3 actions ordinaires du SSW, et de 3 actions du SP pour 5 actions de préférence du SSW. L'offre était conditionnée à l'acceptation par un nombre suffisant d'actionnaires minoritaires d'une prise de contrôle par le SP de 85 % des actions en circulation du SSW.
Le 14 avril 1932, l'Interstate Commerce Commission (ICC) approuva la prise de contrôle du Cotton Belt par le Southern Pacific Railroad. Ce dernier continua de l'exploiter séparément jusqu'en 1992, puis finit par le consolider.

### Modernisation du Cotton Belt depuis 1950

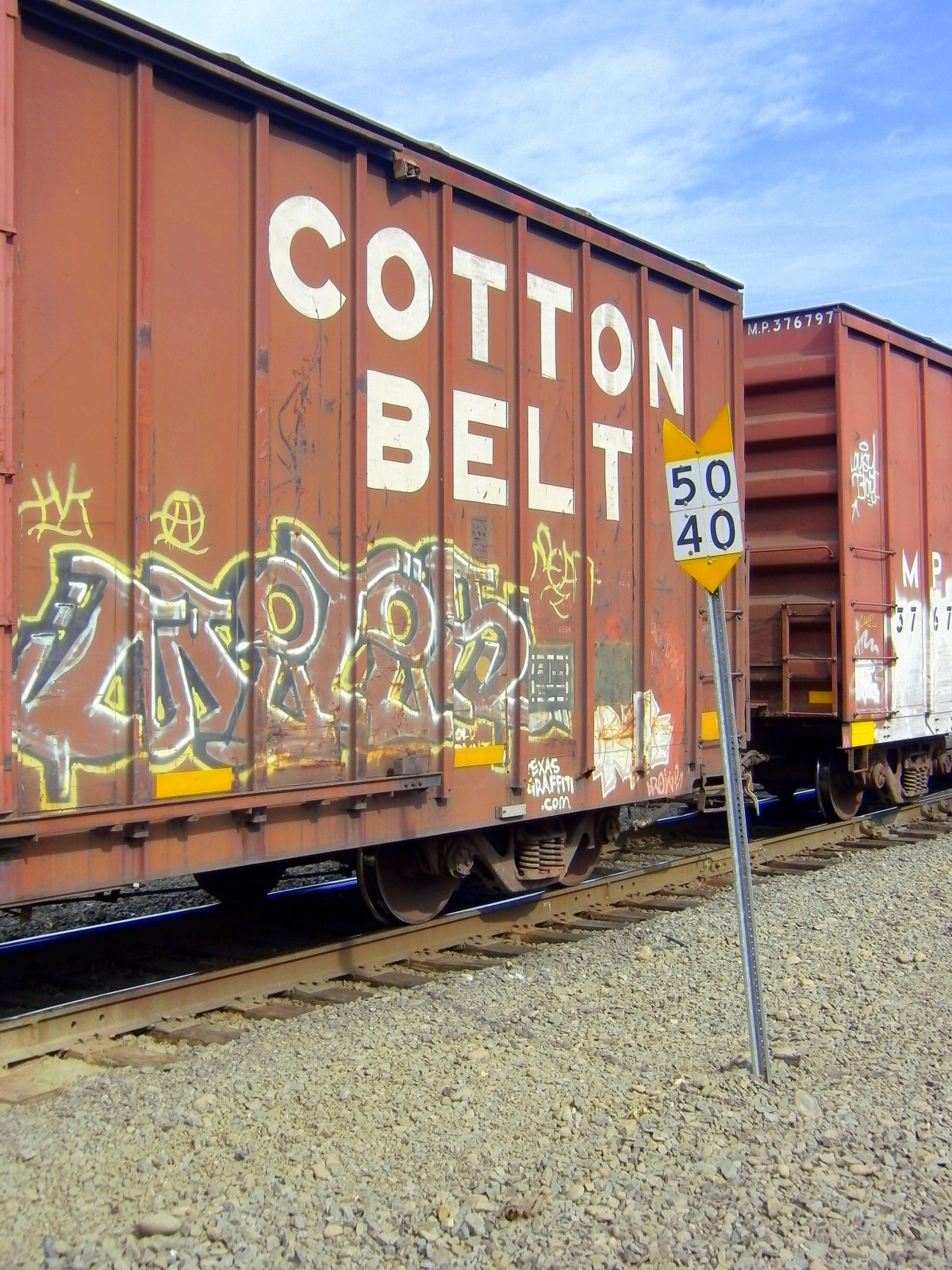
Wagon du Cotton Belt en 2010.

#### Diésélisation des locomotives
L'introduction de la locomotive diesel-électrique fut salvatrice pour l'industrie du rail, apportant des améliorations révolutionnaires au niveau de l'efficacité, des économies et des méthodes d'exploitations. Les locomotives diesels peuvent démarrer un lourd train à l'arrêt plus rapidement qu'une locomotive à vapeur de même puissance, et exercent une plus grande traction à basse vitesse. De plus les diesels sont toujours prêt à partir de jour comme de nuit. Entre deux utilisations, elles consomment peu ou pas de fioul ; elles passent beaucoup moins de temps hors service que la machine à vapeur, et les achats et les réparations sont radicalement moindre. En service, elles parcourent des distances beaucoup plus longues sans s'arrêter pour refaire le plein en carburant et en eau.
La première utilisation de la traction diesel sur le Cotton Belt eut lieu en 1942 lorsque 3 locomotives de manœuvre (« switchers ») de 1000 chevaux furent achetés. Dès lors, de plus en plus de ces nouvelles unités puissantes furent ajoutées. À la fin de 1953, le parc était entièrement diésélisé, tandis que la vapeur avait été cédée ou louée. L'acquisition rapide de locomotives diesel permit au Cotton Belt d'être l'un des premiers chemins de fer du Sud-Ouest à être totalement diésélisé. En 1957, le Cotton Belt détenait 134 unités diesel-électriques, dont six locomotives "usage général" ("general purpose" ou GP) achetées cette année. Le dépôt principale pour effectuer les réparations des locomotives diesel était situé à Pine Bluff, Arkansas, où un service complet de réparation était conservé. Ailleurs, seules les réparations courantes étaient réalisées.
À partir de 1959, les locomotives diesels de Cotton Belt reçurent la livrée "bloody nose"du Southern Pacific: corps de la machine en gris, et nez en rouge frangé. Les inscriptions "Cotton Belt" étaient peintes sur les côtés, et les lettres "SSW" sur le nez.

#### Contrôle centralisé du trafic
Le Cotton Belt, qui ne disposait d'aucune ligne à double voie, se rendit compte que l'un des facteurs les plus importants dans l'accélération des trains permettant ainsi un meilleur service, fut la poursuite du programme de contrôle centralisé du trafic inauguré en 1941, mais qui dut être reportée durant la Seconde Guerre mondiale. Le Contrôle centralisé du trafic était un système électronique de signaux pour contrôler la circulation des trains. Les roues des trains agissaient comme des contacts dans le circuit électrique constitué par les voies pour actionner les signaux et indiquer l'emplacement exact de tous les trains. Les impulsions électriques allumaient des lampes sur un tableau de contrôle symbolisant le réseau situé dans le bureau du répartiteur. Assis à son bureau de Pine Bluff, Arkansas, il pouvait contrôler les mouvements des trains sur des centaines de kilomètres. En actionnant des leviers et poussant des boutons sur le tableau avant lui, le répartiteur ouvrait ou fermait des commutateurs de voies, plaçait des trains lents sur des embranchements, et évitait la rencontre de trains circulant dans des directions opposées sur la même voie. Avec le contrôle centralisé du trafic un chemin de fer à voie unique était capable de gérer un trafic augmenté jusqu'à 80 % avec plus de rapidité, d'efficacité et de sécurité. En 1956, le Cotton Belt acheva, pour un coût total de 5,5 millions de dollars, le programme commencé en 1941. À partir de 1957, il exploitait 1 210 km de voies protégées par des signaux entre Saint-Louis, Missouri, et Corsicana, Texas.

#### Triage par gravité de Pine Bluff
Le plus grand changement de gare de triage de l'histoire du Cotton Belt eut lieu en 1957, lorsqu'il fut décidé de construire un triage électronique par gravité à Pine Bluff, Arkansas, point central de son réseau. La gare de triage ouvrit en 1958.
Quarante-deux voies de triage (n ° 5 à n ° 47) étaient prévues avec une capacité totale d'environ 50 wagons chacun. En plus des voies de triage, le nouveau chantier contenait des voies pour effectuer des réparations jusqu'à 70 wagons de marchandises à la fois, et possédait également deux voies d'une capacité de 56 wagons pour leurs nettoyage. La zone de stockage avait 13 voies d'une capacité de 500 wagons. Il y avait 15 voies de réception et de départ (lignes principales no 1 à 5 sur le côté ouest et no 47 à 56 sur le côté Est), chacune avec une capacité de 140 voitures.

### Disparition du Cotton Belt

#### SSWTX
Le St. Louis Southwestern of Texas exploitait un total de 1 379 km de voie en 1948. L'Interstate Commerce Commission (ICC) autorisa le St. Louis Southwestern Railway à louer le St. Louis Southwestern Railway of Texas en décembre 1953. La location prit effet le 1er mars 1954 pour entretenir, exploiter et utiliser les propriétés de la compagnie jusqu'au 1er juillet 1990. La longueur du réseau du St. Louis Southwestern Railway of Texas, exploitée par le St. Louis Southwestern Railway, était de 1 213 km en 1967, se décomposant en 899 km de voie principale et 314 km de voies de triages et d'évitements. Durant ses années d'exploitations, les revenus générés par le Cotton Belt au Texas dépassaient le million de dollar annuel, ce qui autorisait l'Interstate Commerce Commission à le ranger parmi les chemins de fer de classe I.

#### SSW
Le Southern Pacific continua de l'exploiter le Cotton Belt comme une compagnie indépendante jusqu'en 1992.

### Union Pacific Railroad
En 1996, l'Union Pacific Railroad acheva son acquisition du Southern Pacific Railroad, laquelle avait déjà eu lieu une première fois en 1901, mais fut annulée en 1913. Le Cotton Belt fut dissous en 1997. Le nom « Union Pacific » fut adopté pour tous les chemins de fer du groupe. Les anciennes locomotives SSW reçurent un patch avec le logo UP et le numéro de machine. Certaines machines ont toujours les mots "COTTON BELT" peints sur les flancs.

## Service voyageur du Cotton Belt
Le St. Louis Southwestern exploitait un service voyageur entre St. Louis et des villes du Texas, et entre Memphis, Shreveport, Louisiane et Dallas. Le Lone Star du Cotton Belt circulait entre Memphis Union Station et Dallas Union Terminal, avec un embranchement entre Lewisville et Shreveport. Le Morning Star quant à lui partait de St Louis Union Station.
Le Cotton Belt commença à supprimer des trains de voyageurs dès le début des années 1950. La compagnie avait 25 locomotives à vapeur et 4 automoteurs gaz électrique pour le service en 1949. À la fin de 1952, 9 locomotives diesel remplacèrent les vapeurs et les automoteurs à la suite de la réduction du nombre de trains. Le dernier de voyageurs du Cotton Belt, le no 8, circula le 30 novembre 1959 entre Pine Bluff, Arkansas et East St. Louis, Illinois.

## Liste des chemins de fer prédécesseurs ou filiales du Cotton Belt, et autres compagnies de gare
- Arkansas and Memphis Railway Bridge and Terminal Company 20 %
- Arkansas and Southern Railway 1887 predecessor of SLA&T line to Shreveport
- Arkansas Short Line
- Blytheville, Leachville and Arkansas Southern Railroad
- Cairo, Trumann and Southern Railroad
- Central Arkansas and Eastern Railroad Company
- Dallas Terminal Railway and Union Depot Company
- Deering Southwestern Railway
- Eastern Texas Railroad
- Gideon and North Island Railway
- Gray's Point Terminal Railway Company
- Kansas and Gulf Short Line Railroad Company
- Little River Valley and Arkansas Railroad Company
- Manila and Southwestern
- Memphis Union Station Company 20 %
- Paragould Southeastern Railway Company
- Pine Bluff Arkansas River Railway
- St. Louis, Arkansas and Texas Railway
- St. Louis, Arkansas and Texas Terminal Railway
- St. Louis Southwestern Railway Company of Texas
- Shreveport Bridge and Terminal Company
- Southern Illinois and Missouri Bridge Company 40 %
- Southwest Greyhound Lines, Inc. 16,7 %
- Southwestern Transportation Company
- Stephenville North and South Texas Railway
- Stuttgart and Arkansas River Railroad Company
- Terminal Railroad Association of St. Louis 6,25 %
- Texarkana Union Station Trust 21 %
- Texas and Louisiana Railroad
- Texas and St. Louis Railway
- Texas and St. Louis Railway Company of Arkansas
- Tyler Southeastern Railway Company
- Tyler Tap Railroad
- Union Terminal Company (Dallas, Texas) 12,5 %
- Valley Terminal Railway

## Matériel préservé
La locomotive St. Louis Southwestern 819 est conservée à l'Arkansas Railway Museum de Pine Bluff, Arkansas, par la Cotton Belt Rail Historical Society. Cette 819 fut la dernière nouvelle locomotive à vapeur achetée par le Cotton Belt en 1943, et fut construite par les ateliers de Pine Bluff Shops.
Andrew R. Johnson (1856-1933), homme politique de la Louisiane, travailla un temps comme agent de dépôt pour le Cotton Belt Railroad.